# Dai Takeda
Dai Takeda (武田 大 Takeda Dai?), född 24 oktober 1989 i Kanagawa prefektur, är en japansk fotbollsspelare.
Takeda började sin karriär 2012 i Giravanz Kitakyushu. 2014 flyttade han till Kagoshima United FC. Han spelade 36 ligamatcher för klubben. Efter Kagoshima United FC spelade han för AC Nagano Parceiro.